# Resistência Nacional Moçambicana

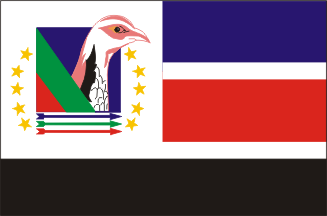
RENAMO:s flagga

Resistência Nacional Moçambicana (RENAMO) är ett konservativt politiskt parti och rebellrörelse i Moçambique.
RENAMO grundades 1975, med stöd från Rhodesia och Sydafrika, efter Moçambiques självständighet som ett antikommunistiskt gerilla rebellgrupp emot FRELIMO:s regering och slogs emot varandra i det Moçambikiska inbördeskriget tills 1992.
RENAMO har varit i strid emot FRELIMO regeringen sedan 2013 i landets centrala områden. Ett fredsavtal försöktes och skrevs på i september inför valet 2014, men motstånd till valresultaten från RENAMO avbröt förhandlingarna och det väpnade motståndet fortsatte.2017 skrev partiledaren Afonso Dhlakama på en vapenvila för en obestämd tid och ska förhandla ett fredsavtal med regeringen.